# Luisa Wietzorek
Luisa Wietzorek (* 7. November 1986 in West-Berlin) ist eine deutsche Schauspielerin, Sängerin, Synchronsprecherin sowie Hörspiel- und Hörbuchsprecherin.

## Leben
Nach dem Abitur begann ihre Schauspielkarriere 2007 mit ersten Auftritten in Fernsehserien wie Dahoam is Dahoam oder 112 – Sie retten dein Leben. Daneben hatte sie Schauspielunterricht in Berlin und Los Angeles. Im Jahr 2009 wirkte sie als Hauptdarstellerin in der Märchenverfilmung Rapunzel mit. 2010 verkörperte sie Eva Braun in Die Machtergreifung. Von 2011 bis Anfang 2012 trat Wietzorek als Sängerin und Schauspielerin in dem Musical Hinterm Horizont von Udo Lindenberg in der Zweitbesetzung auf. 2013 war Wietzorek in der deutschen Fassung der Nickelodeon-Serie Groove High in der Hauptrolle der Zoe Myer zu sehen. Groove High ist eine Mischung aus Cartoon und Realfilm.
Wietzorek ist außerdem als Synchronsprecherin tätig. 2010 wurde sie bei dem Deutschen Synchronpreis in der Kategorie „herausragende weibliche Synchronarbeit“ für ihre Arbeit in Coraline nominiert. In der Comedy-Serie Modern Family lieh sie der Rolle Haley Dunphy (Sarah Hyland) ihre Stimme.
Wietzorek ist Mitglied im Bundesverband Schauspiel.

## Filmografie (Auswahl)
- 2007: Revista Rossa – Wiedersehen mit dem Tod
- 2007: Zwei die sich verstehen
- 2007–2008: Dahoam is Dahoam (Fernsehserie, 11 Folgen)
- 2007–2008: 112 – Sie retten dein Leben (Fernsehserie, 19 Folgen)
- 2009: Das kalte Abi (Kurzfilm)
- 2009: Machtlos
- 2009: Schaumküsse
- 2009: Rapunzel
- 2010: Die Machtergreifung
- 2011: I Have a Boat (Kurzfilm)
- 2013: Go with le Flo
- 2013: The Witness (Kurzfilm)
- 2013: Amalgam (Kurzfilm)
- 2013: Ein Augenblick (Kurzfilm)
- 2014: Tatort: Blackout (Fernsehreihe)
- 2014: Frauchen und die Deiwelsmilch
- 2015: Nele in Berlin (Fernsehfilm)
- 2015: Tod den Hippies!! Es lebe der Punk
- 2016: In aller Freundschaft (Fernsehserie)
- 2016–2019: Unter Tannen (Fernsehserie, 6 Folgen)
- 2018: Tatort: Mord ex Machina (Fernsehreihe)
- 2018: Gute Zeiten, schlechte Zeiten (Fernsehserie)
- 2022: Schloss Goldbach – Promis viel zu nah (Fernsehserie)
- 2022: Die Geschichte der Menschheit – leicht gekürzt
- 2023: Lena Lorenz: Schicksalsschlag (Fernsehreihe)
- 2025: SOKO Stuttgart  (Fernsehserie, Folge 16x19 Meermenschen)

## Theater
- 2011–2012: Hinterm Horizont, Theater am Potsdamer Platz
- 2011: 12 Actors – 12 Scenes – 60 Minutes, Actors Space Berlin

## Synchronisation (Auswahl)
Chloë Grace Moretz
- 2010: Let Me In als Abby
- 2010: Kick-Ass als Mindy Macready / Hit-Girl
- 2013: Kick-Ass 2 als Mindy Macready / Hit-Girl
- 2013: Carrie als Carrie
- 2014: Grow Up!? – Erwachsen werd’ ich später als Annika
- 2014: Die Wolken von Sils Maria als Jo-Ann Ellis
- 2015: Die 5. Welle als Cassie Sullivan
- 2016: Bad Neighbors 2 als Shelby
- 2017: November Criminals als Phoebe
- 2018: Suspiria als Patricia
- 2018: Greta als Frances McCullen
- 2019: Die Addams Family als Wednesday Addams
- 2020: Shadow in the Cloud als Maude Garrett
- 2021: Die Addams Family 2 als Wednesday Addams
- 2021: Mother/Android als Georgia
- 2021: Tom & Jerry als Kayla
- 2022: The Peripheral als Flynne Fisher

Taissa Farmiga
- 2011–2018: American Horror Story als Violet Harmon, Zoe Benson und Sophie Green
- 2013: The Bling Ring als Sam
- 2015: The Final Girls als Max Cartwright
- 2016: In a Valley of Violence als Mary Anne
- 2018: The Nun als Schwester Irene
- 2018: The Mule als Ginny
- 2018: What they had als Emma Ertz
- 2021: Das Versteck als Laurie

Isabel Lucas
- 2009: Transformers – Die Rache als Alice
- 2010: Daybreakers als Alison Bromley
- 2011: Krieg der Götter als Athena
- 2014: The Loft als Sarah Deakins
- 2015: Careful What You Wish For als Lena

Emma Roberts
- 2008: Lymelife als Adrianna Bragg
- 2008: Wild Child als Poppy
- 2010: Valentinstag als Grace Smart
- 2010: 4.3.2.1 als Joanne
- 2010: Twelve als Molly
- 2011: Von der Kunst, sich durchzumogeln als Sally Howe
- 2012: Celeste & Jesse als Riley Banks
- 2013: Palo Alto als April
- 2013: Wir sind die Millers als Casey Mathis
- 2015: Ashby als Eloise
- 2015: The Blackcoat's Daughter als Joan
- 2016: Nerve als Venus 'Vee' Delmonico
- 2018: Billionaire Boys Club als Sydney Evans
- 2018: Ein Rezept für die Liebe als Nicoletta 'Nikki' Angioli
- 2019 Paradise Hills - Flucht aus dem Wunderland als Uma
- 2020: Holidate als Sloan
- 2020: The Hunt als Yoga Pants
- 2022: About Fate als Margot

Dianna Agron
- 2009–2015: Glee (Fernsehserie) als Quinn
- 2010: The Pacific als Gwen
- 2011: Ich bin Nummer Vier als Sarah Hart

Dakota Fanning
- 2009: Coraline als Coraline
- 2009: Die Bienenhüterin als Lily Owens

Anna Faris
- 2008: Smiley Face als Jane F.
- 2009: Wolkig mit Aussicht auf Fleischbällchen als Sam Sparks

Sarah Hyland
- 2012–2020: Modern Family als Haley Dunphy
- 2013: Scary Movie 5 als Mia

Emily Browning
- 2011: Sucker Punch als Baby Doll
- 2017–2021: American Gods als Laura Moon

Hōko Kuwashima
- 2014: Clannad als Tomoyo Sakagami
- 2014: Clannad After Story als Tomoyo Sakagami

Zosia Mamet
- 2010: The Kids Are All Right als Sasha
- 2012–2017: Girls als Shoshanna Shapiro

### Filme
- 2007: Pokémon 10 – Der Aufstieg von Darkrai – für Mamiko Noto … als Alica (Kind)
- 2007: The Last Minute – für Alexander Pownall und Ronny Quirke … als Bunny und Albert
- 2007: Wisper – für Blake Woodruff … als David Sandborn
- 2008: Bolt – Ein Hund für alle Fälle – für Miley Cyrus … als Penny
- 2008: Cheetah Girls: One World – für Deepti Daryanani … als Gita
- 2008: Hancock – für Hayley Marie Norman … als Hottie
- 2008: Jimmy und Judy – für Rachael Bella … als Judy
- 2008: Scourge – für Robyn Ledoux … als Jesse Jarrett
- 2008: Speed Racer – für Paulie Litt … als Spritle
- 2009: Beim Leben meiner Schwester – für Sofia Vassilieva … als Kate Fitzgerald
- 2009: State of Play – Stand der Dinge – für Sarah Lord … als Mandi Brokaw
- 2009: Defiance – Für meine Brüder, die niemals aufgaben – für Mia Wasikowska … als Chaya Dziencielsky
- 2009: X-Men Origins: Wolverine – für Tahyna Tozzi … als Emma Frost
- 2009: Das Haus der Dämonen – für Amanda Crew … als Wendy
- 2009: Fall 39 – für Jodelle Ferland … als Lillith Sullivan
- 2010: Sweet Desire – Süßes Verlangen
- 2010: Step Up 3D – für Alyson Stoner … als Camille
- 2010: Wenn Liebe so einfach wäre – für Zoe Kazan … als Gabby
- 2010: Scar – für Kirby Bliss Blanton … als Olympia Burrows
- 2011: Barbie – Modezauber in Paris – für Kelly Metzger … als Shimmer
- 2011: Barbie und das Geheimnis von Oceana – für Andrea Libman … als Dee
- 2011: The Factory – für Mageina Tovah … als Brittany
- 2011: Detektiv Conan – Das verlorene Schiff im Himmel – für Sawa Ishige … als Kasumi Nishitani
- 2012: American Pie: Das Klassentreffen – für Ali Cobrin … als Kara
- 2012: Ginger & Rosa – für Elle Fanning … als Ginger
- 2012: The Dark Knight Rises – für Juno Temple … als Jen
- 2013: The Bling Ring – für Taissa Farmiga … als Sam
- 2014: Die Abenteuer von Mr. Peabody & Sherman – für Ariel Winter … als Penny Peterson
- 2014: Storm Hunters – für Alycia Debnam-Carey als Kaitlyn Johnston
- 2014: Die Schadenfreundinnen – für Kate Upton … als Amber
- 2014: Rio 2 – Dschungelfieber – für Rachel Crow … als Carla
- 2014: Sex on the Beach 2 – für Emily Berrington … als Katie Evans
- 2015: A Royal Night – Ein königliches Vergnügen
- 2016: In this Corner of the World – für Rena Nōnen … als Suzu
- 2018: Love, Simon – für Alexandra Shipp … als Abby Suso
- 2020: Chaos auf der Feuerwache – für Brianna Hildebrand … als Brynn
- 2022: Glass Onion: A Knives Out Mystery – für Madelyn Cline … als Whiskey
- 2024: Human Within (VR-Experience. als Darstellerin)

### Serien
- 2008: Entourage – für Emmanuelle Chriqui … als Sloan
- 2008: The West Wing – Im Zentrum der Macht – für Elisabeth Moss … als Zoey Bartlet
- 2008: Dexter – für Hunter King … als Debra (Teenager)
- 2009: Piets irre Pleiten – für Chiara Zanni … als Rachel
- 2009: One Tree Hill – für Ashley Rickards … als Samantha Walker
- 2009: Big Love – für Sarah Jones … als Brynn
- 2009: Yu-Gi-Oh! 5D’s – für Yuka Terasaki … als Leo
- 2009–2011: True Jackson – für Ashley Argota … als Lulu Johnson
- 2009–2011: Sonny Munroe – für Allisyn Ashley Arm … als Zora Lancaster
- 2010: Skins – Hautnah – für Lisa Backwell … als Pandora „Panda“ Moon
- 2010: Supernatural – für Sarah Drew … als Nora
- 2010: Greek – für Olesya Rulin … als Abby
- 2010: Good Wife – für Paulina Gerzon … als Shannon Vargas
- 2010: Californication – für Eva Amurri … als Jackie
- 2011: Skins – für Cadie Campbell … als Britne
- 2011–2014 The Killing für Katie Findlay als Rosie Larsen
- 2011–2023: Bubble Guppies – für Brianna Gentiella ... als Molly
- 2011: Angel Beats! – für Eri Kitamura … als Yui
- 2011–2019: My Little Pony – Freundschaft ist Magie – für Madeleine Peters … als Scootaloo
- 2012: Apartment 23 – für Dreama Walker … als June Colburn
- 2012: Private Practice – für Rachel G. Fox … als Missy Spencer
- 2012–2013: Shameless – für Laura Slade Wiggins … als Karen Jackson
- 2012–2013: TRON: Der Aufstand … als Mara
- 2012–2013: Grey’s Anatomy – Holley Fain … als Dr. Julia Canner
- 2012–2014: Dexter – für Aimee Garcia … als Jamie Batista
- 2012–2015: Die Legende von Korra – für Janet Varney … als Korra
- 2012–2015: Mia and me – Abenteuer in Centopia – für Josephine Benini … als Violetta di Nola
- 2012–2016: Willkommen in Gravity Falls – für Kristen Schaal … als Mabel Pines
- 2012–2017: Pretty Little Liars – für Sasha Pieterse … als Alison DiLaurentis
- 2013–2015: Calimero – für Fanny Bloc ... als Calimero
- 2014: The Fosters – für Caitlin Carver … als Hayley Heinz
- 2014–2016: Violetta – für Alba Rico … als Natalia
- 2014–2016: Doctor Who – für Jenna Coleman … als Clara Oswald
- seit 2015: Miraculous – Geschichten von Ladybug und Cat Noir – für Kira Buckland … als Alix Kubdel
- 2015: Chūnibyō Demo Koi ga Shitai! – für Sumire Uesaka … als Sanae Dekomori
- 2015–2020: Shimmer und Shine … als Leah
- 2016: Love, Chunibyo & Other Delusions!: Heart Throb – für Sumire Uesaka … als Sanae Dekomori
- 2016: AnoHana – Die Blume, die wir an jenem Tag sahen – für Mutsumi Tamura … als Jinta „Jintan“ Yadomi (Kindheit)
- 2016: The Big Bang Theory – für Melissa Tang … als Mandy Chow
- 2016: Vampire Diaries – für Scarlett Byrne … als Nora
- 2016: Victoria – für Jenna Coleman … als Königin Victoria
- 2017: Grimoire of Zero … als Zero
- 2017: Toradora – für Rie Kugimiya … als Taiga Aisaka
- 2017–2020: Rusty Rivets … als Rusty Rivets
- 2017–2018: Wolkig mit Aussicht auf Fleischbällchen – für Katie Griffin … als Sam Sparks
- 2017–2018: Bunsen ist ein Biest … als Sophie Sanders
- 2018: Sunny Day – für Sarah Stiles … als Lacey
- 2018–2019: Hunter × Hunter … als Gon Freeccs
- 2019: Sword Art Online: Alicization – für Sakura Tange … als Cardinal
- 2019:  One Punch Man - als Garou (jung)
- 2019–2020: The Familiar of Zero – für Rie Kugimiya … als Louise
- seit 2020: Outer Banks – für Madelyn Cline … als Sarah Cameron
- 2021: Droners … als Corto
- 2021: Sexify (Netflix-Serie) … als Natalia Dumała
- seit 2021: Élite – für Martina Cariddi … als Mencìa
- 2021–2023: Attack on Titan … als Gabi Braun
- 2022–2023: Rent-a-Girlfriend – Sora Amamiya … als Chizuru Mizuhara
- 2023: Das Gesetz nach Lidia Poët – für Matilda De Angelis … als Lidia Poët
- 2024: Arcane - für Kimberly Brooks … als Margot

### Videospiele
- 2011: Sonic Generations als Charmy Bee
- 2012: Assassin’s Creed IV: Black Flag als Anne Bonny
- 2013: Moorhuhn – Tiger and Chicken als Ting
- 2014: Lego Batman 3: Beyond Gotham als Wonder Woman
- 2014: League of Legends als Tristana (2. Stimme)
- 2016: Overwatch als Tracer
- 2017: Injustice 2 als Supergirl
- 2017: Sonic Forces als Charmy Bee
- 2020: The Last of Us Part II als Ellie
- 2020: Tell Me Why als Junger Tyler
- 2020: Shady Part of Me als Das Mädchen
- 2022: Mario + Rabbids Sparks of Hope als Rabbid-Peach[8]
- 2024: Final Fantasy XIV – Dawntrail als Gulool Ja
- 2024: Sonic X Shadow Generations als Charmy Bee

## Hörspiele und Hörbücher (Auswahl)
- 2010: Alice im Wunderland … als Alice (Hörspiel)
- 2010: Gruselkabinett – Northanger Abbey … als Sally Morland
- 2010: Gruselkabinett – Abenteuer eines Geistersehers … als Daphne Darrell
- 2011: Keinohrhase und Zweiohrküken … als Zweiohrküken
- 2011: Leo Lausemaus … als Leo Lausemaus
- 2011: Bibi Blocksberg – Die kleine Spürnase
- 2011: Bibi Blocksberg – Die verhexte Zeitreise
- 2011: Bibi und Tina – Das Tierarztpraktikum … als Lisa
- 2012: Mein eigen Fleisch und Blut … als Mary
- 2014: Die letzten Helden – Alesia in Herr der Albträume
- 2015: Monster 1983 (Lübbe Audio & Audible-Hörspiel, 1. Staffel)
- 2016: Monster 1983 II (2. Staffel)
- 2017: Monster 1983 III (3. Staffel)
- 2019: Ghostbox (Audible-Hörspiel, 1. Staffel)
- 2019: Nancy Springer: Der Fall des verschwundenen Lords (Hörbuch, Enola Holmes 1), der Hörverlag, ISBN 978-3-8445-3372-9
- 2019: Nancy Springer: Der Fall der linkshändigen Lady (Hörbuch, Enola Holmes 2), der Hörverlag, ISBN 978-3-8445-3445-0
- 2020: Ghostbox (Hörspiel, 2. Staffel)
- 2020: Auris 2: Die Frequenz des Todes
- 2020–2021: Kai Meyer: Sieben Siegel (Audible-Hörspielserie)
- 2021: Ghostbox (Hörspiel, 3. Staffel)
- 2021: Jackie May: Verflucht (Hörbuch, Underworld Chronicles 1), Lübbe Audio (Audible exklusiv)
- 2021: Auris 3: Todesrauschen
- 2022: Sabine Ludwig: Ausgerechnet Adelheid!, der Hörverlag, ISBN 978-3-8371-5950-9 (Hörbuch)
- 2022: Woodwalkers (Hörspielreihe)
- 2022: Ulrike Rylance: Wildschweine und Umweltferkel, Der Audio Verlag, ISBN 978-3-7424-2422-8 (Hörbuch)
- 2023: Nancy Springer: Der Fall der verhängnisvollen Blumen (Hörbuch, Enola Holmes 3), der Hörverlag, ISBN 978-3-8445-5027-6
- 2024: Ulrike Rylance: Penny Pepper – Teil 11: Überfall im Hühnerstall!, Der Audio Verlag, ISBN 978-3-7424-2875-2 (Hörbuch)